# Vidice (ort i Tjeckien, Plzeň)
Vidice är en ort i Tjeckien.   Den ligger i regionen Plzeň, i den västra delen av landet, 130 km väster om huvudstaden Prag. Vidice ligger 501 meter över havet och antalet invånare är 183.
Terrängen runt Vidice är platt.Runt Vidice är det ganska glesbefolkat, med 47 invånare per kvadratkilometer. Närmaste större samhälle är Stříbro, 19,6 km nordost om Vidice. Trakten runt Vidice består till största delen av jordbruksmark.